# Americhernes kanaka
Americhernes kanaka är en spindeldjursart som först beskrevs av Chamberlin 1938.  Americhernes kanaka ingår i släktet Americhernes och familjen blindklokrypare. Inga underarter finns listade i Catalogue of Life.